# Chantal Conand
Chantal Conand, née Chantal Kurtz le 10 avril 1943 en Pologne, est une biologiste marine de nationalité française, spécialiste des échinodermes de l'Indo-pacifique.

## Biographie
Née en pleine guerre d'un père franco-allemand et d'une mère russo-polonaise de nationalité suisse, sa jeunesse est marquée par de nombreux déplacements forcés, qui l'amènent finalement à Marseille en 1947, où elle découvre la mer. Elle y étudie la biologie marine, et rencontre l'ichtyologue François Conand (travaillant à l'ORSTOM), qui deviendra son mari en 1968, et avec qui elle partagera de nombreux déplacements professionnels : elle termine ainsi sa maîtrise au Sénégal (sur la reproduction du Tassergal). 
Elle obtient un doctorat en océanographie biologique à l'université Aix-Marseille II en 1974. Elle enseigne ensuite dans les universités de Marseille et de Dakar, puis occupe un poste à l'Institut de recherche pour le développement à Nouméa de 1978 à 1984 avant de rejoindre Brest, où elle soutient en 1988 à l'université de Bretagne occidentale une thèse d'État intitulée « Les Holothuries aspidochirotes du lagon de Nouvelle-Calédonie », qui est primée au Concours des thèses du Pacifique et partiellement traduite en anglais. Elle rejoint en janvier 1993 le laboratoire d'écologie marine (ECOMAR) de l'université de La Réunion, dont elle prend bientôt la direction, participant notamment au développement des coopérations régionales. Très active dans toute la région, elle a été membre du conseil scientifique du Western Indian Ocean Marine Sciences Association de 2001 à 2004. Professeure émérite de l'université de la Réunion, elle est également attachée honoraire du Muséum national d'histoire naturelle.
Spécialiste des échinodermes de l'Indo-pacifique, elle a particulièrement travaillé sur les holothuries (« concombres de mer »), mais aussi sur les autres échinodermes de l'Indo-Pacifique, comme l'étoile dévoreuse de corail Acanthaster planci.
Elle a également participé à la description de plusieurs espèces, comme Bohadschia atra Massin, Rasolofonirina, Conand & Samyn, 1999. 
Chantal Conand prend sa retraite administrative en 2003, mais sa retraite scientifique seulement en 2025, à l'âge de 82 ans : ses collègues publient alors dans le Beche-de-mer Bulletin (unique revue scientifique consacrée aux holothuries, qu'elle a contribué à fonder) un grand article collectif retraçant son « extraordinaire contribution scientifique et riche vie ».

## Hommages

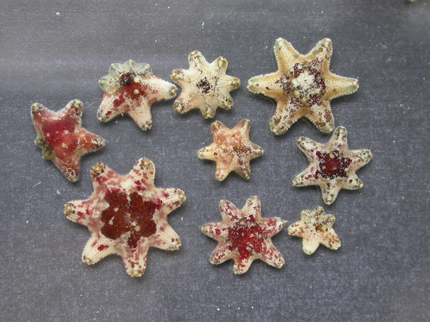
Spécimens dAquilonastra conandae de La Réunion.

Un genre et une espèce d'holothuries lui sont dédiés, Chantalia conandae, ainsi que deux espèces d'étoiles de mer : Aquilonastra conandae et Aquilonastra chantalae.

## Publications
Ses publications incluent une trentaine d'ouvrages ou chapitres d'ouvrages et plus de 100 articles dans des revues scientifiques à comité de lecture. La liste qui suit, très incomplète, n'est donnée qu'à titre indicatif.

### Ouvrages
- Organisation des Nations Unies pour l'alimentation et l'agriculture et Chantal Conand, Les ressources halieutiques des pays insulaires du Pacifique. Deuxième partie, Les holothuries, Rome, FAO, 1986 (ISBN 92-5-102508-8, BNF 35579596, lire en ligne)
- Chantal Conand, Les Holothuries aspidochirotes du lagon de Nouvelle-Calédonie [Microforme] : biologie, écologie et exploitation, Grenoble 2, ANRT, 1988 (BNF 37612973)
- Chantal Conand, Les Holothuries aspidochirotes du lagon de Nouvelle-Calédonie [Microforme] : biologie, écologie et exploitation, Bondy, Ed. de l'ORSTOM, 1989, 393 p. (ISSN 0767-2888, BNF 35013266)
- (en) Alessandro Lovatelli et Chantal Conand, Advances in Sea Cucumber Aquaculture and Management, Food & Agriculture Org., 2004, 425 pages (lire en ligne)
- (en) Chantal Conand et Nyawira Muthiga, Commercial Sea Cucumbers: A Review for the Western Indian Ocean, WIOMSA Book Series, 2007, 66 p.
- (en) Steven W. Purcell, Yves Samyn et Chantal Conand, Commercilly important sea cucumbers of the world, Rome, FAO Species Catalogue for Fishery Purposes No. 6, 2012, 233 p. (ISBN 978-92-5-106719-2).
- Chantal Conand, Sonia Ribes-Beaudemoulin, Florence Trentin, Thierry Mulochau et Émilie Boissin, Oursins, étoiles de mer & autres échinodermes : Biodiversité de La Réunion, La Réunion, Les éditions du Cyclone, 2016, 168 p. (ISBN 979-10-94397-04-6).
- (en) Steven W. Purcell, Alessandro Lovatelli, Mercedes González-Wangüemert, Francisco A. Solís-Marín, Yves Samyn et Chantal Conand, Commercially important sea cucumbers of the world, Rome, FAO Species Catalogue for Fishery Purposes No. 6, 2023, 256 p. (ISBN 978-92-5-137793-2, DOI 10.4060/cc5230en).

### Articles
Articles grand public
- Chantal Conand, M. Larue, J-P. Quod, F. Conand et J. Turquet, « Le blanchissement des coraux dans l'Océan indien : l'exemple de La Réunion », The Journal of Nature, vol. 14, no 1,‎ 2002, p. 44-50 (lire en ligne)
- Chantal Conand, Pascale Cuet, Odile Naïm et Dominique Mioche, « Des coraux sous surveillance », Pour la Science, no 298,‎ août 2002 (lire en ligne)
- Chantal Conand, « Acanthaster Acanthaster planci », Bull. Nat., Hist. & Géo., Mayotte, no 5,‎ 2001, p. 26-29.

Publications scientifiques majeures
- (en) Chantal Conand, « Distribution, reproductive cycle and morphometric relationships of Acanthaster planci in New Caledonia », proceedings of the 5th International Echinoderm Conference, Galway,‎ 1984, p. 499-506
- Chantal Conand, « Reproductive biology of the holothurians from the major communities of the New Caledonian Lagoon », Marine Biology, vol. 116, no 3,‎ 1993, p. 439-450.
- (en) Jean-François Hamel, Chantal Conand, David L Pawson et Annie Mercier, « The sea cucumber Holothuria scabra (Holothuroidea: Echinodermata): its biology and exploitation as beche-de-mer », Academic Press, vol. 41,‎ 2001, p. 129-223.
- (en) Sabine Stöhr, Chantal Conand et Emilie Boissin, « Brittle stars (Echinodermata: Ophiuroidea) from La Réunion and the systematic position of Ophiocanops Koehler, 1922 », Zoological Journal of the Linnean Society, vol. 153, no 3,‎ 2008, p. 545 - 560 (DOI 10.1111/j.1096-3642.2008.00401.x, lire en ligne).
- (en) Sven Uthicke, Maria Byrne et Chantal Conand, « Genetic barcoding of commercial Bêche-de-mer species (Echinodermata: Holothuroidea). », Molecular Ecology Resources, vol. 10, no 4,‎ 2010, p. 634-46 (DOI 10.1111/j.1755-0998.2009.02826.x, lire en ligne).
- (en) S. W. Purcell, A. Mercier, Chantal Conand, J. F. Hamel, M. V. Toral-Granda, A. Lovatelli et S. Uthicke, « Sea cucumber fisheries: global analysis of stocks, management measures and drivers of overfishing », Fish and Fisheries, vol. 14,‎ 2011, p. 34-59 (DOI 10.1111/j.1467-2979.2011.00443.x, lire en ligne).